# Cryptomaster
Genre
Cryptomaster est un genre d'opilions laniatores de la famille des Cryptomastridae.

## Distribution
Les espèces de ce genre sont endémiques d'Oregon aux États-Unis.

## Liste des espèces
Selon World Catalogue of Opiliones (19/05/2021) :
- Cryptomaster behemoth Starrett & Derkarabetian, 2016
- Cryptomaster leviathan Briggs, 1969

## Publication originale
- Briggs, 1969 : « A new Holarctic family of laniatorid phalangids (Opiliones). » The Pan-Pacific Entomologist, vol. 45, no 1, p. 35–50 (texte intégral).